# Ein Engel kommt nach Babylon
Ein Engel kommt nach Babylon ist ein Theaterstück von Friedrich Dürrenmatt aus dem Jahr 1953.
Es wurde am 22. Dezember 1953 in den Münchner Kammerspielen uraufgeführt. Bei dem Stück handelt es sich um eine Komödie in drei Akten. 1980 wurde Ein Engel kommt nach Babylon vom Diogenes Verlag neu aufgelegt und erschien dann im September 1998 nochmals als Neuauflage vom Diogenes Verlag.

## Inhalt
Nach Dürrenmatts einleitender Regieanweisung bildet den Hintergrund dieses Stückes „ein unermesslicher Himmel über allem. in dessen Mitte der Andromedanebel schwebt....“. Von diesem Himmel steigt ein Engel nach Babylon herab in Gestalt eines Bettlers. Er soll dem ärmsten unter den Menschen, dem Bettler Akki, ein gottgeschaffenes Mädchen bringen, Kurrubi, die „Gnade Gottes“. Doch auch der König Nebukadnezar, der bestrebt ist, sein Reich zu vervollkommnen und in einen Sozialstaat umzuwandeln, hat ein besonderes Interesse an Akki, dem letzten Bettler im Staate. Gemäß dem Motto „Der vollkommene Staat darf keine Bettler kennen!“, will er ihn auf Biegen und Brechen als staatsdienenden Steuereintreiber verpflichten. Nebukadnezar verkleidet sich zu diesem Zwecke selbst als Bettler und gerät mit Akki in einen Bettler-Wettstreit, dem er in keiner Weise gewachsen ist. Kurrubi verliebt sich in den hilflosen Bettler Nebukadnezar, da sie ihn für den ärmsten unter den Menschen hält, denn Akki erweist sich als der bessere Bettler und erscheint so reicher, weil kompetenter, als der Scheinbettler Anaschamaschtaklaku alias Nebukadnezar.
Kurrubi möchte gern bei dem hilfloseren Bettler (Nebukadnezar) bleiben und ihm betteln helfen, doch schlägt der König das Mädchen, weil er sich durch Kurrubis Gewinn vom Himmel verspottet fühlt. Das erträgt er nicht. Er tauscht das Mädchen gegen den Exkönig Nimrod, den Akki beim Wettstreit erbettelt hatte und Akki zieht mit Kurrubi unter seine Brücke.
Der Engel erkundet und erforscht im weiteren Verlauf des Stückes begeistert die Welt und preist ihre Schönheit. Da die göttliche Schöpfung für ihn gut und schön ist, entgeht ihm, welches menschliche Leid es auf der Erde gibt.
Akki erweist sich als der freieste Mensch in Nebukadnezars Reich. Freiheit ist für ihn an die Armut des Bettlerdaseins geknüpft. Sein Witz hilft ihm, sogar den Henker zu überlisten, der ihn hinrichten soll, falls er sich dem Willen des Königs nicht beugt. Er tauscht mit ihm Kleid und Beruf.
Das Mädchen Kurrubi wird inzwischen von ganz Babylon vergöttert. Man entreißt es dem Bettler und bringt es zum König. Der beschließt – beraten von seinen Höflingen – Kurrubi zur Königin zu erheben, um einem Volksaufstand zuvorzukommen. Davon will Kurrubi jedoch nichts wissen. Sie möchte nur dem Bettler gehören, den sie am Ufer des Euphrat kennengelernt hat. Sie bittet den König, wieder dieser Bettler zu werden. Doch dies bringt der König nicht über sich. Es kommt zu tumultartigen Szenen. Schließlich beschließt der König den Tod des Mädchens und übergibt die „Gnade Gottes“ dem Henker, nicht ahnend, dass er es damit dem verkleideten Bettler Akki aushändigt.
Nur der Bettler hat sich der Gnade Gottes als würdig erwiesen. Kurrubi und Akki überleben das Babylon Nebukadnezars und ziehen gemeinsam in die Wüste hinaus.
Der erzürnte und um seine Liebe und die Gnade des Himmels betrogene Nebukadnezar sagt dem Himmel den Kampf an: „Ich will die Menschheit in einen Pferch zusammentreiben und in ihrer Mitte einen Turm errichten, der die Wolken durchfährt, durchmessend die Unendlichkeit, mitten in das Herz meines Feindes.“